# عتيق شهاب
عتيق شهاب (بالفرنسية: Atik Chihab) مواليد 25 مايو 1982 في الدار البيضاء، هو لاعب كرة قدم مغربي يلعب مع نادي الجيش الملكي وقد قاده للفوز في كأس العرش المغربي لكرة القدم.

## المسيرة الاحترافية

### أندية لعب لها
- 2005-2006 :  نادي الراسينغ الرياضي
- 2006-2010 :  نادي الجيش الملكي

## الإنجازات
- نهائي كأس الاتحاد الإفريقي في عام 2006 مع الجيش الملكي بالرباط.
- بطل المغرب في عام 2008 مع الجيش الملكي بالرباط.
- الفائز في كأس العرش في عام 2007، 2008 و2009 مع الجيش الملكي بالرباط.